# Kraljeva švedska akademija vojnih znanosti
Kraljeva švedska akademija vojnih znanosti (izvirno švedsko Kungliga Krigsvetenskapsakademien; kratica: KKrVA) je švedska kraljeva akademija, ki jo je leta 1739 ustanovil kralj Frederik I. Švedski. Akademija, ki ima okoli 400 članov iz vseh rodov Švedskih oboroženih sil, je samostojna organizacija, ki deluje kot forum za vojaške in obrambne izzive ter hranitelj vojaškega znanja.
Akademiki tako opravljajo raziskave po naročilu obrambnega ministrstva, kot tudi samostojne raziskave. Trenutno je akademija organizacijska razdeljena na šest sekcij:
- študije kopenskega bojevanja,
- študije pomorskega bojevanja,
- študija letalskega bojevanja,
- vojaško-inženirske znanosti,
- druge pomembne znanosti za državno varnost in obrambo in
- varnostno-politična znanost.

## Člani
- Karl Albert Byron Amundson
- Carl Axel Arrhenius (1799)
- Carl Fredrik Johannes Bødtker
- Jesper Ingevald Crusebjörn
- Frederik Due (častni; 1826)
- John Ericsson (1852)
- Torsten Husén (1956)
- Jonas Lidströmer
- Mertil Melin (1995)
- Bror Olivier Claës Munck
- Magnus Ranstorp